# Стела комсомольцам Дона
Стела комсомольцам Дона — памятник в центре Комсомольской площади Ростова-на-Дону, посвящённый подвигу комсомольцев города в годы Великой Отечественной войны.
Расширяющаяся кверху стела была воздвигнута в 1967 году по инициативе молодежи Октябрьского района Ростова-на-Дону, на площади, которая стала также называться Комсомольской в этом же году, в канун 50-летнего юбилея Всесоюзного ленинского коммунистического союза молодёжи. Авторы монумента — ростовские скульптор В. П. Дубовик и архитектор Я. С. Занис. Монумент включён в реестр объектов муниципальной собственности города Ростова-на-Дону.

Тыльная сторона стелы, 2017 год

15-метровая стела из чёрного мрамора установлена на гранитной плите-основании. На её лицевой части ней высечена фигура тяжелораненого молодого воина, держащего в повисшей руке автомат. На тыльной стороне монумента имеется надпись: «Вечен ваш подвиг в сердцах поколений грядущих. 1941−1943».
Комсомольская площадь является окончанием Будённовского проспекта города, за ней находится сквер с одноимённым названием.